# McCafé
McCafé — это сеть ресторанов и кафе в стиле кофеен, принадлежащая McDonald’s. Разработка концепции и запуск сети ресторанов произошел в Мельбурне, Австралия, в 1993 году, а также представление публике с помощью генерального директора McDonald’s Чарли Белла и тогдашнего председателя и будущего генерального директора Джеймса Скиннера, сеть отражает потребительскую тенденцию к кофе эспрессо.
Отчеты показали, что магазины McCafé приносили на 15 % больше дохода, чем обычный McDonald’s, и к 2003 году стали крупнейшим брендом кофеен в Австралии и Новой Зеландии. После того, как McDonald’s Australia в течение последнего десятилетия экспериментировала с автоматическими кофемашинами эспрессо-пронто и не прижилась, все австралийские магазины были впоследствии отремонтированы и преобразованы в магазины McCafe.

## Международное распределение
Концепция McCafé была разработана для создания атмосферы и потока посетителей у входа в магазины McDonalds на Свонстон-стрит в Мельбурне (очень большой магазин с прилавком на значительном расстоянии от входа в магазин). Идея была разработана Чарли Беллом и местной региональной корпоративной командой (Дэвидом Байесом, Майком Трегуртой и Джимом Василиадисом).
Первый ресторан McCafé открылся как корпоративное заведение в Мельбурне. Первый в Соединенных Штатах открылся в Чикаго, штат Иллинойс, в мае 2001 года, когда по всему миру их было уже около 300. В 2004 году ресторан McCafé открылся в Коста-Рике и во Франции, а в следующем году концепция была запущена в Италии. В 2007 году сеть расширилась до Японии в рамках усилий McDonald’s по увеличению продаж за счет более полезных супов и сэндвичей и охвата новых клиентов, которые предпочитали традиционные кофейни. Несмотря на то, что это относительно небольшая часть общей стратегии McDonald’s, в настоящее время их насчитывается 1300 по всему миру.
В июне 2006 года в торговом центре Mall of Sofia открылось первое в Болгарии кафе McCafé .
McCafé появился в Парагвае в 2007 году.
В августе 2008 года McDonald’s расширил свою концепцию McCafé на Южную Африку, где франшиза McDonald’s уже стала именем нарицательным и одной из крупнейших сетей быстрого питания в стране. В конце 2009 года напитки McCafé были доступны в ресторанах McDonald’s в Соединенных Штатах. Ресторан McCafé открылся в Сальвадоре 6 июля 2010 года, он расположился в ресторанах McDonald’s в Zona Rosa и на бульваре Próceres с целью обеспечить аромат, вкус и текстуру 100 % сальвадорского гурме-кофе.
McCafé открылось в Мадриде, Испания, 28 июня 2008 года в ресторане McDonald’s Montera.
В 2011 году McDonald’s начал открывать сеть ресторанов McCafé на Украине. По состоянию на январь 2014 года в Киеве насчитывается 6 McCafé, 1 во Львове, 1 в Одессе, 1 в Днепропетровске и 1 в Харькове.
В июле 2010 года McCafé добавили в свой список напитков настоящие фруктовые смузи. В ноябре 2010 года в список напитков были добавлены мокко и горячий шоколад. В июле 2011 года в меню США были добавлены замороженный клубничный лимонад и смузи с манго и ананасом.
7 ноября 2011 года McDonald’s Canada запустил McCafé по всей стране, хотя до этого объявления он был доступен только в некоторых магазинах. С появлением McCafé в Канаде участвующие магазины McDonald’s добавили в свои меню мокко, капучино, эспрессо, американо, латте, латте со льдом, мокко со льдом и горячий шоколад. С McCafé McDonald’s теперь напрямую конкурирует с Coffee Time , Country Style , Second Cup , Starbucks , Tim Hortons и Timothy’s на канадском рынке кофе.
16 июня 2012 года McDonald’s открыл первое заведение McCafé Malaysia в Кота-Дамансара, а затем еще несколько открылись в точках Bandar Utama, Subang Jaya, Titiwangsa и Taman Connaught (все они в настоящее время расположены в долине Кланг, а также в Greenlane, Birch House, IJM Promenade и международном аэропорту Пенанга) в Пинанге.
В Турции McCafé работает под названием «McD Café». Первая кофейня открылась в июле 2012 года в аэропорту Сабиха Гёкчен. По состоянию на апрель 2016 года в азиатской части Стамбула насчитывается 8 Mcd Café , в европейской части — 6, в Анталье — 3 , 2 в Адане и Коджаэли и 1 в Афьонкарахисаре, Аксарае, Анкаре и Кыршехире.
В декабре 2012 года McDonald’s объявила, что она представит бренд и линейку продуктов McCafé во всех ресторанах McDonald’s в Соединенном Королевстве. Это будет включать добавление замороженных фраппе, замороженных фруктовых смузи и ребрендинг стандартного кофе McDonald’s на «McCafé».
14 октября 2013 года компания McDonald’s открыла первое McCafé India в районе Южный Мумбаи, штат Махараштра.
McDonald’s представила линию кофе под названием «McCafé» по всей стране в Соединенных Штатах. В августе 2014 года компания объявила, что собирается начать продавать свой кофе для домашнего приготовления в супермаркетах по всей территории Соединенных Штатов. Произведенный и распространяемый в партнерстве с Kraft Foods, кофе в настоящее время доступен в предварительно упакованных пакетах и K-Cups .
В декабре 2015 года McDonald’s Canada открыла свой первый отдельный магазин McCafe в недавно построенном Йорке-конкорсе вокзала Union Station в Торонто .
20 марта 2018 года открылся первый ресторан McCafé в Минске, Беларусь. Еще один ресторан McCafé открылся в Минске 24 июня 2018 года, и еще одно планировалось открыть до конца 2018 года.
В 2019 году McCafé открылись в разных городах Пакистана.